# Maria Helena Matos
Maria Helena Matos Mendonça de Carvalho, mais conhecida por Maria Helena Matos (Lisboa, 6 de novembro de 1910 — Lisboa, 19 de setembro de 2002), foi uma atriz e encenadora portuguesa.

## Biografia
Maria Helena Matos nasceu a 6 de novembro de 1910, no primeiro andar do número 16 da Rua de São Filipe Neri, freguesia de São Mamede, em Lisboa, filha do empresário Francisco Mendonça de Carvalho e da conceituada atriz Maria Matos.
Desde cedo demonstrou o desejo de seguir a carreira de atriz. A peça Era uma vez uma menina, era encenada pela mãe, que colocou sérios entraves à sua entrada no mundo do teatro, acabando, no entanto, por ceder quando viu que ela tinha decorado o papel por iniciativa própria. A estreia, porém, só foi possível porque a atriz Georgina Cordeiro faltou à representação. Estreou-se profissionalmente no Porto, em 1925, com apenas 14 anos, conquistando desde logo o público.
A partir dali é presença permanente no teatro de comédia, ao lado da mãe, de Adelina Abranches e Aura Abranches. Entre as inúmeras peças que representa com muito êxito na época, destaca-se Os fidalgos da casa mourisca, com o ator Alves da Cunha. Em 1933 inicia uma série de tournées pelo Brasil com a Companhia Maria Matos, de que fazem parte, entre outros, Joaquim Almada, Samuel Diniz, António Palma e Adelina Campos. No Rio de Janeiro, no Teatro Carlos Gomes, faz também a protagonista da peça A Severa, de Júlio Dantas, encontrando-se no auge da sua carreira, em que se sucedem, entre outras, notáveis interpretações em peças como Mal da Louca, Os Irmãos Quintero e Escola de Mulheres.
No Teatro Variedades obtém um grande êxito com a peça Um Quarto Para as Quatro, com Assis Pacheco, Georgina Cordeiro, Álvaro Benamor e Raul de Carvalho. Obteve considerável sucesso também em Danúbio Azul, onde contracenou com os pais.
Depois de encenar Knack - convencer e conquistar, a primeira peça do Grupo 4, encena e participa também em Isto é Que Me Dói, com Raul Solnado e Joel Branco, que se estreiam na comédia. A Rainha do Ferro Velho é mais um dos sucessos, ao lado de Laura Alves. Depois de participar em centenas de revistas, como O Rosmaninho, participa na opereta Invasão, tendo por companheiros Nicolau Breyner, Henrique Santos e Carlos Quintas.
Já casada com Henrique Santana e integrante da Companhia Teatro Alegre, faz, entre outras, Os Direitos da Mulher, A Mala de Bernardette, Amor 68, Um Anjo de Chapéu de Palha, Agarra Que é Milionário e no Teatro Laura Alves, outro sucesso, O Príncipe e a Corista.
Na sua longa carreira, considerada pelo meio artístico como uma "grande senhora dos palcos", Maria Helena passou não só pelo teatro, onde participou em centenas de peças, como pelo cinema e televisão, distinguindo-se igualmente como encenadora, onde conviveu e colaborou com nomes grandes da arte da representação como Vasco Santana, Ribeirinho, António Silva, Erico Braga, etc. Maria Helena Matos dedicou, no entanto, toda a vida ao teatro, "arte que amava e conhecia profundamente", como referiu Rui Mendes em entrevista ao Público. Pisou quase todos os palcos de Lisboa e era presença assídua no Teatro Nacional D. Maria II, no Monumental e no Parque Mayer.
A atriz foi também fundadora do SIARTE (Sindicato das Artes e Espectáculo) em 1978, mas a sua grande paixão sempre foi o teatro, como o deixou claro na mensagem do dia mundial da arte, em 1993, na qual frisou que "viveria tudo de novo se me fosse possível". Faleceu a 19 de setembro de 2002, aos 91 anos de idade, no 50.º aniversário da morte de sua mãe, vítima de ataque cardíaco, na sua residência, em Lisboa. A atriz, que preparava um regresso aos palcos, no musical de Filipe La Féria, My Fair Lady, encontrava-se bem de saúde e tinha até aceite convites para trabalhos na televisão. Maria Helena Matos encontra-se sepultada no Cemitério do Alto de São João.

## Casamentos
Maria Helena Matos casou três vezes, a primeira com Luís José Frade de Almeida, de quem se divorciou, a segunda com Francisco Costa, de quem também se divorciou, tendo casado terceira vez com o ator, encenador, escritor e produtor Henrique Santana, filho de Vasco Santana, que conheceu na peça Quem Manda São Elas.

## Filmografia
| Ano  | Filme                           | Personagem                     | Referências |
| ---- | ------------------------------- | ------------------------------ | ----------- |
| 1932 | Campinos do Ribatejo            | Filha do Lavrador              | [ 2 ]       |
| 1936 | Bocage                          | Maria Vicência/Márcia Coutinho | [ 2 ]       |
| 1954 | O Costa d'África                | -                              | [ 2 ]       |
| 1964 | Aqui Há Fantasmas               | Tia Margarida                  | [ 2 ]       |
| 1979 | O Diabo Desceu à Vila           | D. Eulália                     | [ 2 ]       |
| 1981 | Antes a Sorte Que Tal Morte     | Tia Custódia                   | [ 2 ]       |
| 1998 | Vasco Santana - O Bom Português | -                              | [ 2 ]       |

## Televisão
| Ano       | Programa                         | Personagem     | Emissora | Referências |
| --------- | -------------------------------- | -------------- | -------- | ----------- |
| 1957      | Um Segredo Que Toda a Gente Sabe | -              | RTP      | [ 3 ]       |
| 1957      | Quem Casa Quer Casa              | -              | RTP      | [ 3 ]       |
| 1957      | O Morgado de Fafe em Lisboa      | -              | RTP      | [ 3 ]       |
| 1957      | A Anedota da Semana              | -              | RTP      | [ 3 ]       |
| 1962      | Três Rapazes e Uma Rapariga      | -              | RTP      | [ 3 ]       |
| 1963      | Daqui Fala o Morto               | -              | RTP      | [ 3 ]       |
| 1963      | A Barraca                        | Maria da Costa | RTP      | [ 3 ]       |
| 1964      | Encontro Casual                  | -              | RTP      | [ 3 ]       |
| 1965-1966 | Uma História Por Semana          | -              | RTP      | [ 3 ]       |
| 1968      | O Mensageiro                     | Matilde        | RTP      | [ 3 ]       |
| 1969      | O Pássaro na Gaiola              | Edna           | RTP      | [ 3 ]       |
| 1975      | Sabina Freire                    | -              | RTP      | [ 3 ]       |
| 1975      | O Homem que se Arranjou          | -              | RTP      | [ 3 ]       |
| 1975      | Angústia Para o Jantar           | -              | RTP      | [ 3 ]       |
| 1978      | O Pato                           | -              | RTP      | [ 3 ]       |
| 1981      | A Mala de Bernardette            | -              | RTP      | [ 3 ]       |
| 1983      | Origens                          | Esmeralda      | RTP      | [ 3 ]       |
| 1984      | Um Fantasma Chamado Isabel       | -              | RTP      | [ 3 ]       |
| 1989      | A Tia Engrácia                   | Tia Engrácia   | RTP      | [ 3 ]       |
| 1988-1989 | Sétimo Direito                   | Rufina         | RTP      | [ 3 ]       |
| 2000-2001 | Ajuste de Contas                 | Mariana        | RTP      | [ 3 ]       |
| 2002-2003 | O Olhar da Serpente              | -              | SIC      | [ 3 ]       |